# 薛永祺
薛永祺（1937年1月11日—），江苏张家港人，中国红外和遥感技术专家，中国科学院上海技术物理研究所研究员。1959年毕业于华东师范大学物理系，获学士学位。1999年当选为中国科学院院士。